# The New York Times
The New York Times su američke dnevne novine, koje od osnutka 1851. izlaze u New Yorku. S nešto manje od milijun primjeraka dnevno treće su najtiražnije novine u SAD-u, iza The Wall Street Journala i USA Today, dok je mrežno izdanje najpopularnije. Nose nadimak "sijeda dama" ("The Gray Lady") i smatraju se važnom nacionalnom arhivom podataka.
Vlasnik The Timesa (kako se novine zovu u svakodnevnom govoru) je The New York Times Company, tvrtka koja izdaje još 18 drugih područnih novina kao što su International Herald Tribune i The Boston Globe. Predsjednik UO tvrtke je Arthur Ochs Sulzberger Jr., čija obitelj ima većinski udio još od 1896. godine.
The New York Times su 18. rujna 1851. osnovali novinar i političar Henry Jarvis Raymond te bivši bankar George Jones pod imenom New-York Daily Times. Današnji naziv novine nose od 1857. Ispočetka je The Times izlazio svakim danom osim nedjeljom, a nedjeljno je izdanje, kao i većina drugih vodećih novina, dobio za vrijeme Američkoga građanskoga rata.
Geslo novina je "All the News That's Fit to Print." ("Sve vijesti prikladne za tiskanje"). The Times se sastoji od nekoliko osnovnih rubrika: novosti, mišljenja, posao, umjetnost, znanost, šport, moda i zanimljivosti. Novina je dugo godina ostala na 8-stupčanom formatu i relativno je nedavno počela s objavljivanjem fotografija u boji.
The New York Times i njegovi novinari dobili su 101 Pulitzerovu nagradu, više od ijednih drugih novina na svijetu.

## Vanjske poveznice
- Službena stranica (engl.)

### Ostali projekti
|  | Zajednički poslužitelj ima još gradiva o temi The New York Times |